# Identidad de Jacobi
En matemáticas, la identidad de Jacobi es la propiedad que una operación binaria puede satisfacer en términos con el orden de evaluación para la operación dada. A diferencia de las operaciones asociativas, el comportamiento en el orden de evaluación es importante para las operaciones que satisfacen la identidad de Jacobi. 
La identidad fue llamada en honor al matemático alemán Carl Gustav Jakob Jacobi (1804-1851).

## Definición
Si se define el conmutador de dos operadores A y B como:
{\displaystyle \left[A,B\right]=AB-BA},
la identidad de Jacobi es el nombre para la ecuación siguiente, nombrada en honor de Carl Gustav Jakob Jacobi:
{\displaystyle \left[X,\,[Y,Z]\,\right]+\left[Y,\,[Z,X]\,\right]+\left[Z,\,[X,Y]\,\right]=0;\,{\text{para todo}}\,\,X,Y,Z}.
Las álgebras de Lie son el ejemplo primario de un álgebra que satisface la identidad de Jacobi. Pero observe que un álgebra puede satisfacer la identidad de Jacobi y no por ello ser anticonmutativa.
En su forma más sencilla, se puede expresar por la igualdad vectorial : {\displaystyle a\times (b\times c)+c\times (a\times b)+b\times (c\times a)=0}